# دايكي آسادا
دايكي آسادا (باليابانية: 浅田 大樹) (5 أبريل 1989 في طوكيو في اليابان – )؛ هو لاعب كرة قدم ياباني سابق كان يلعب كمدافع.

## وصلات خارجية
- دايكي آسادا على موقع رابطة كرة القدم اليابانية للمحترفين (اليابانية)
- دايكي آسادا على موقع Soccerway.com (الإنجليزية)